# Hoàng tộc Romanov-Holstein-Gottorp
Hoàng tộc Romanov-Holstein-Gottorp sau nhà Romanov và Rurikiden là triều đại thứ ba, của các Nga hoàng.

## Gia phả

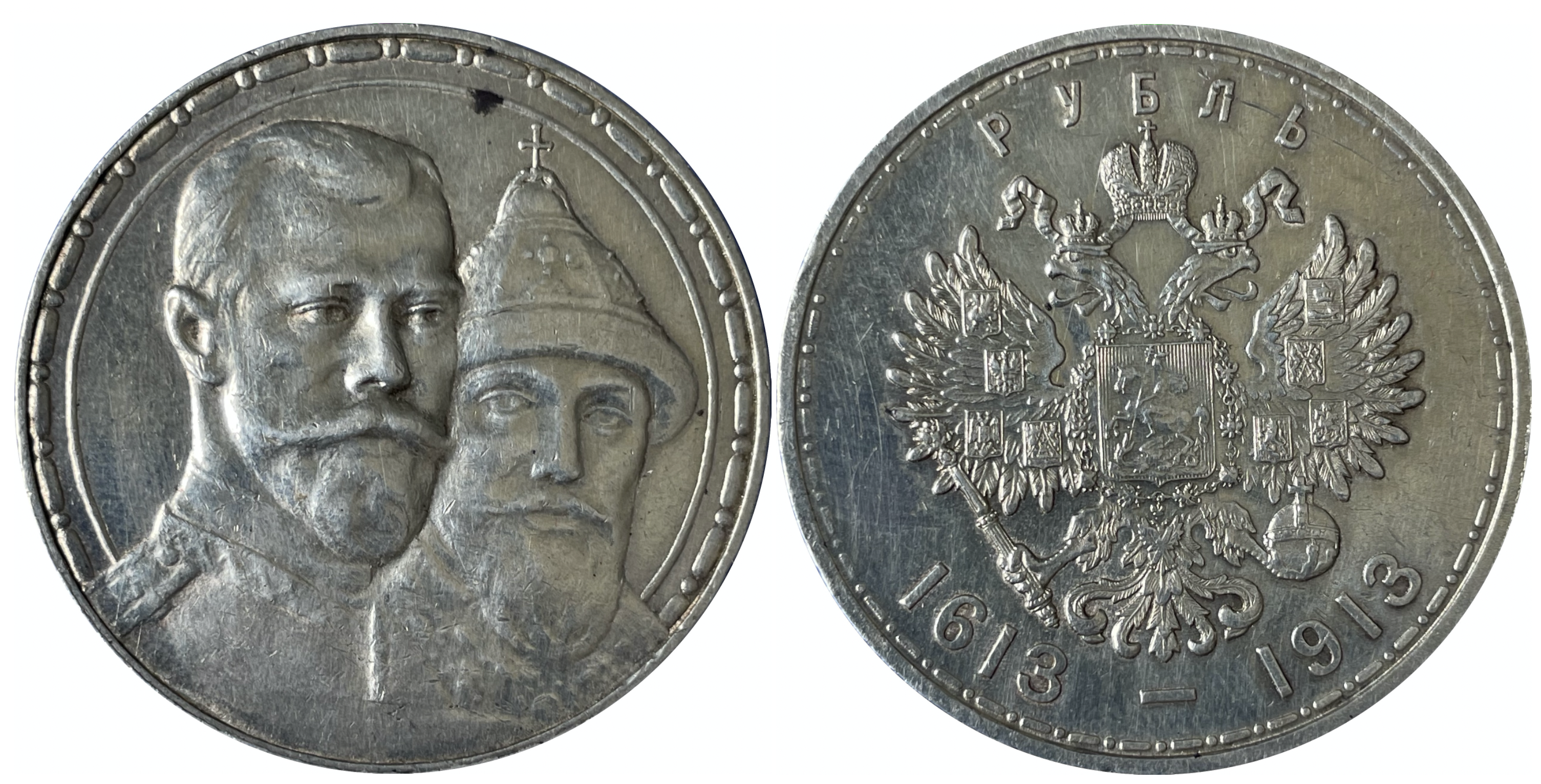
1 ruble đúc 1913 - Xu bạc Kỷ niệm 300 năm Nhà Romanov cai trị Đế quốc Nga (1613 - 1913)

Dòng dõi quý tộc bắt nguồn từ ông Karl Friedrich từ nhà Schleswig-Holstein-Gottorp, mà kết hôn với Anna Petrovna của nhà Romanov. Con của họ Pyotr III. đã nối ngôi vua của nữ hoàng Yelizaveta, Người cuối cùng của nhà Romanov, mà lên làm hoàng đế Nga.
Những con cháu chính thức của Pyotr đã cai trị nước Nga cho đến cuộc Cách mạng Tháng Hai vào năm 1917. Năm 1918 vị Sa hoàng cuối cùng, Nikolai II, đã bị phe Bolshevik xử bắn.
Sau vụ hành quyết gia đình Nga hoàng những thành viên nhà Romanov mà còn sống sót đã đi tị nạn. Kirill Vladimirovich mà trở thành người đứng đầu hoàng gia này đi cư trú ở Paris, sau cái chết của ông ta vào năm 1938 con trai của ông đã lên thay thế Kirill Vladimirovich. Và khi ông ta mất vào năm 1992 Georgi Mikhailovich, con trai của con gái ông Maria Vladimirovna và Franz Wilhelm, đã lên thay thế.

## Hình ảnh

Huy hiệu Nga hoàng

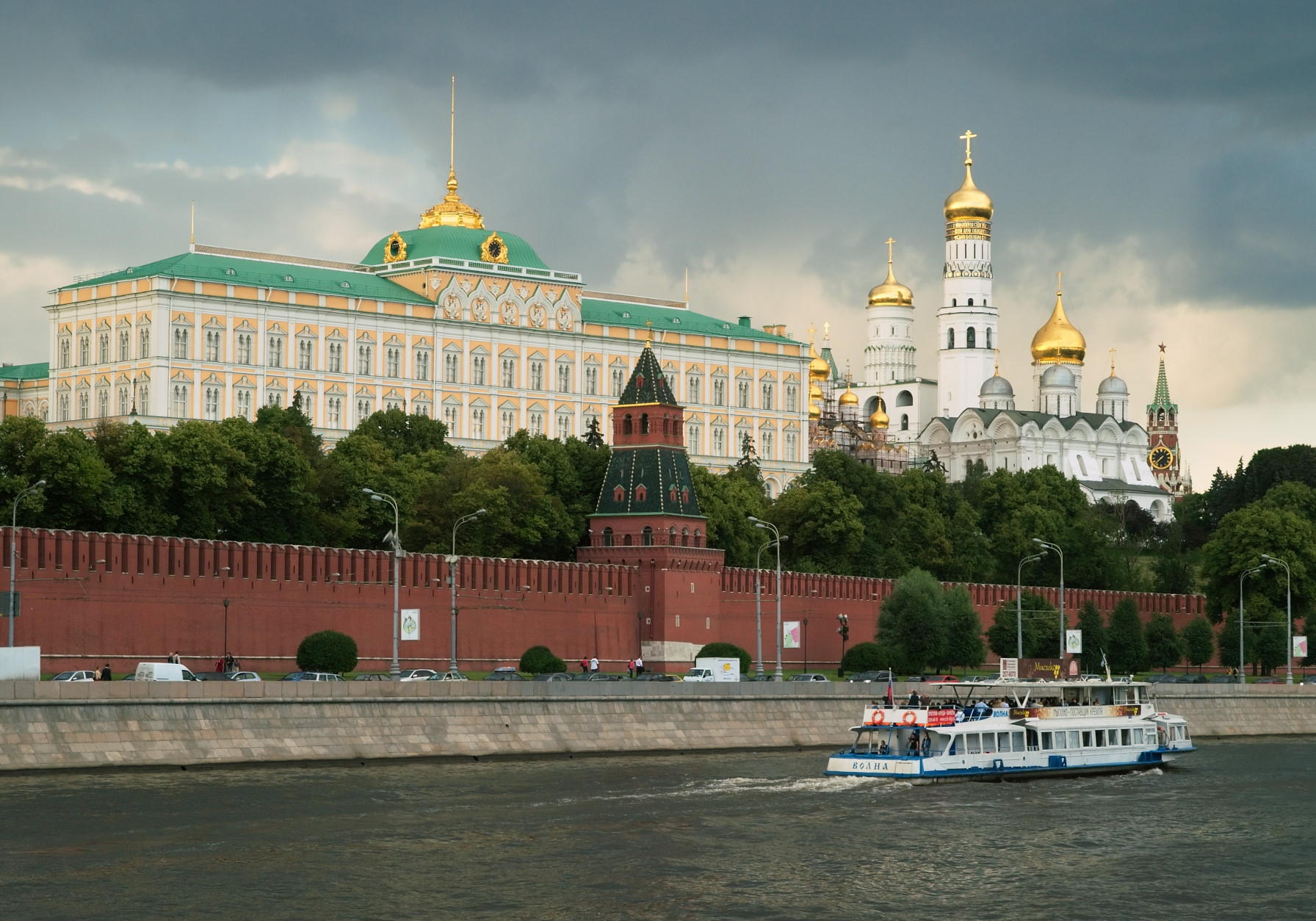
Kremlin Moskva
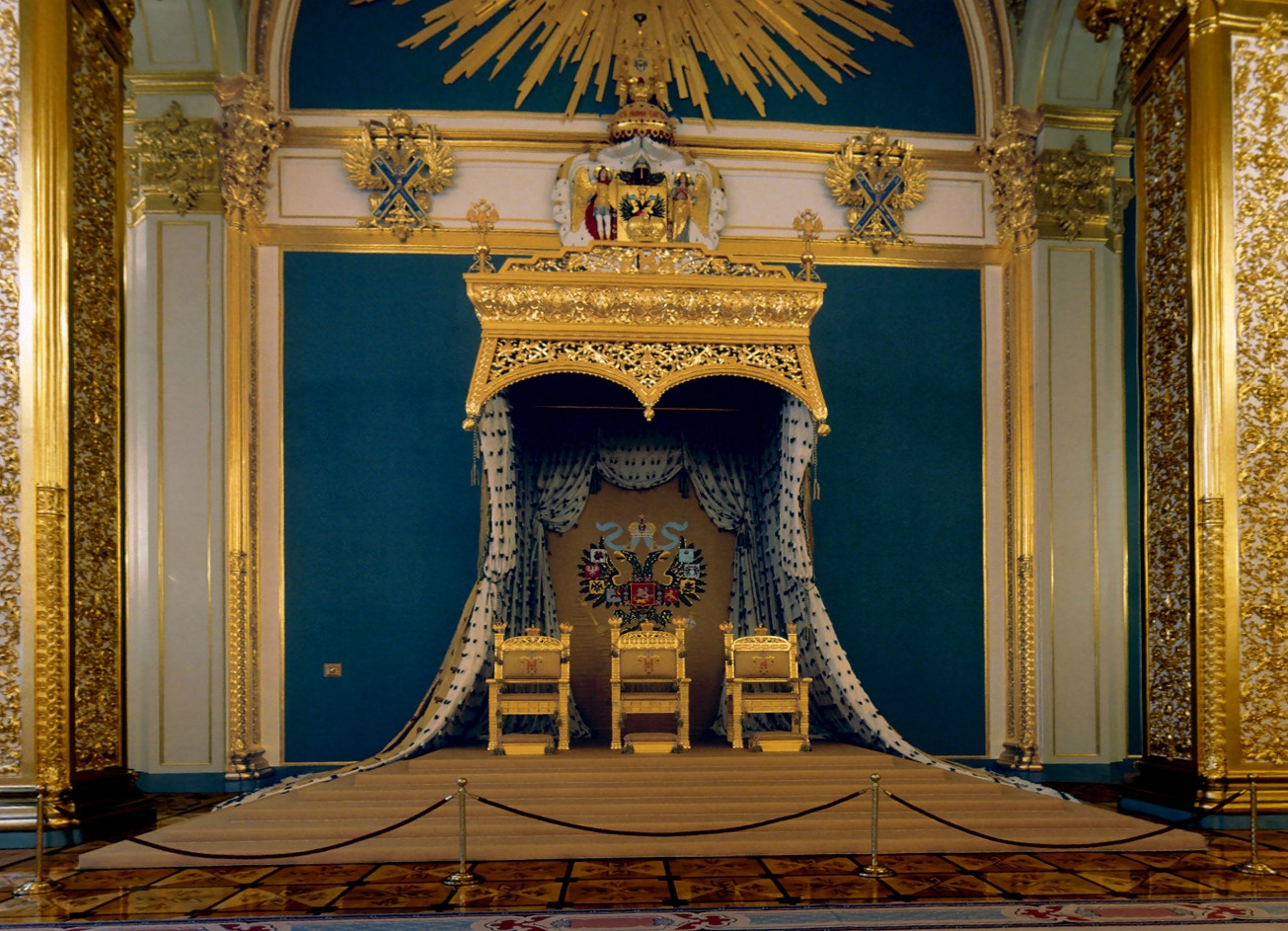
Ngai vàng ở Điện Kremlin
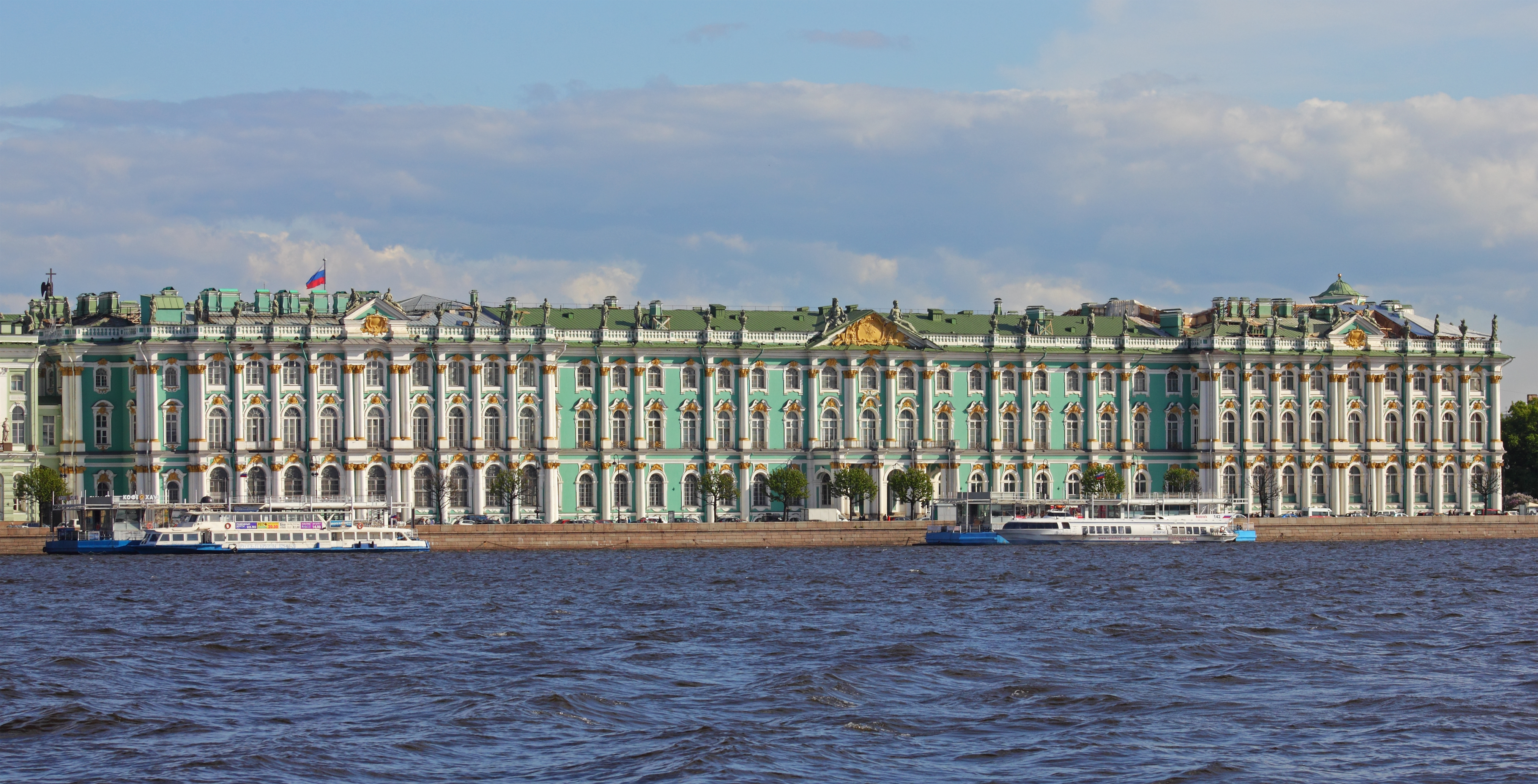
Cung điện Mùa Đông, Sankt Peterburg
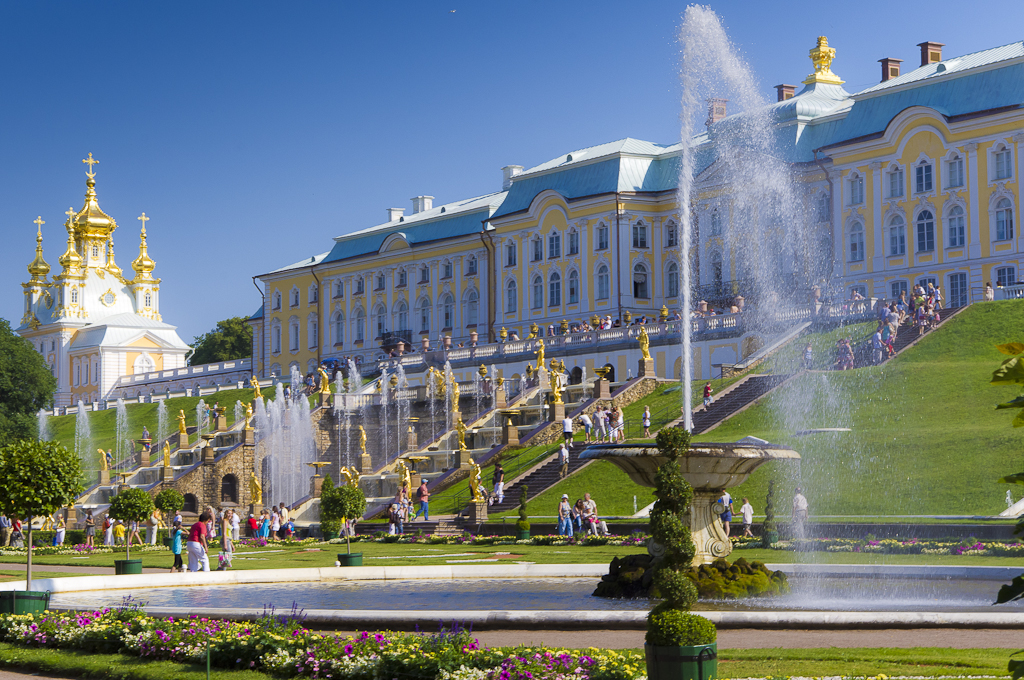
Cung điện Peterhof
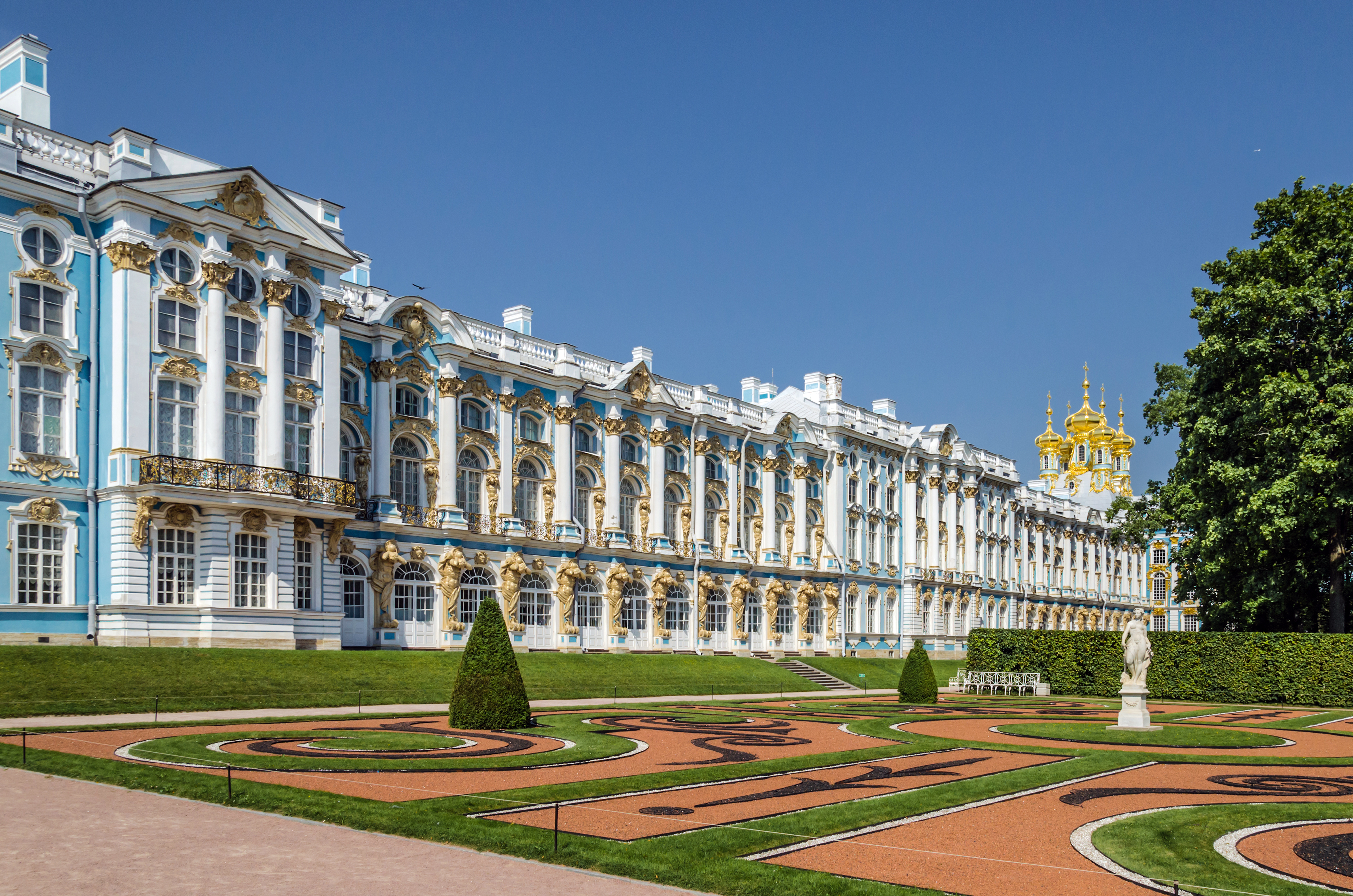
Cung điện Yekaterina, Zarskoje Selo
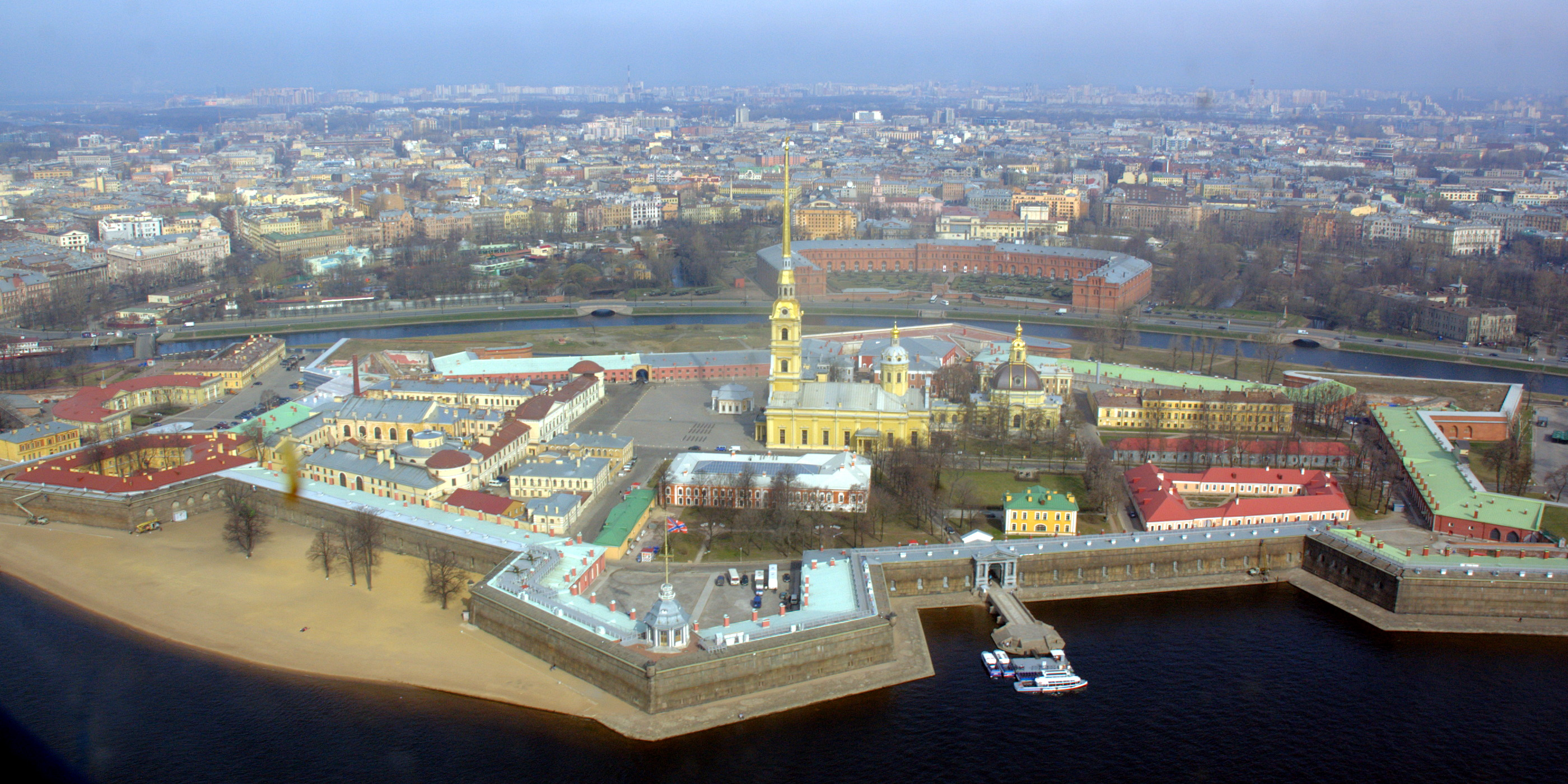
Pháo đài Thánh Phêrô và Phaolô với nhà thờ chính tòa (lăng của hoàng tộc Nga)